# ラッセ・ボーセン
ラッセ・ボーセン（Lasse Boesen、1979年9月18日 - ）は、デンマークの元ハンドボール選手。 彼はハンドボールデンマーク代表として、2008年ヨーロッパ男子ハンドボール選手権で優勝した 。2007年世界選手権で銅メダルを獲得した。